# Thể lệch bội
Lệch bội đề cập đến sự hiện diện của số lượng bất thường các nhiễm sắc thể trong một tế bào, chẳng hạn như tế bào người chứa 45 hoặc 47 NST thay vì 46 (23 cặp) như bình thường, tức là bất kỳ số lượng NST nào không phải là bội số đúng của số đơn bội (haploid). Các dạng lệch bội phổ biến ở người là thể tam bội (trisomy - thừa một NST) và thể đơn bội (monosomy - thiếu một nhiễm sắc thể)..

## Các dạng lệch bội
- Thể đơn bội (thể một): Là tại một cặp nhiễm sắc thể tương đồng chỉ có 1 NST. Ví dụ, ở loài ong mật có 2n = 32. Trong tế bào xoma có 16 cặp NST tương đồng. Cá thể có một trong số 16 cặp đó mà tại đó chỉ có 1 NST (2n-1 = 31) là thể đơn bội.

Đột biến thể 1 nhiễm ở người: biểu hiện hội chứng Turner (chỉ có 1 NST X)
- Thể ba nhiễm (thể ba): Là tại một cặp nhiễm sắc thể tương đồng có tới 3 nhiễm sắc thể. Ví dụ có tới vài chục dạng đột biến 3 nhiễm ở loài cà độc dược (2n = 24) thành (2n+1) = 25.

Đột biến thể ba nhiễm ở người: biểu hiện hội chứng Down (3 NST 21), hội chứng Klinefelter (XXY), hội chứng 3X.
- Thể khuyết nhiễm: Tại 1 cặp NST nào đó mất hẳn cả hai NST. Ví dụ ruồi giấm bị đột biến dạng này có 2n =6.
- Thể đa nhiễm: Tại 1 cặp NST tương đồng nào đó có nhiều hơn 3 NST.Thường hay gặp thể 4 nhiễm. Ví dụ ở loài người có dạng đột biến cặp NST giới tính XXXY.

## Nguyên nhân phát sinh
Nguyên nhân có thể là tác nhân vật lý, hóa học, sinh học, rối loạn sinh lý sinh hóa nội bào làm cản trở sự phân li của một hay một số cặp NST là nguyên nhân hình thành lệch bội.
Sự rối loạn phân li NST có thể xảy ra trong nguyên phân hoặc giảm phân.
Trong thực tế ít dùng dạng đột biến này vì chúng hay gây chết và nhìn chung có hại.
Xảy ra cả ở thực vật và động vật

## Cơ chế phát sinh
Các dạng đột biến này được hình thành do trong quá trình phân bào giảm nhiễm, thoi phân bào không hình thành tại một hay một số cặp NST dẫn đến hình thành các loại giao tử thừa thiếu một NST.Trong quá trình thụ tinh sẽ phát sinh lệch bội.
(n) + (n-1) = (2n -1) thể 1 nhiễm
(n) + (n+1) = (2n +1) thể 3 nhiễm
(n-1) + (n-1) = (2n -2) thể khuyết nhiễm (thể không) hoặc (2n-1-1) thể một kép
(n+1) + (n+1) = (2n+2) thể đa nhiễm (thể bốn) hoặc (2n+1+1) thể ba kép.

## Vai trò
Đóng vai trò nguyên liệu trong quá trình tiến hóa. Đối với chọn giống, đa số chúng có hại vì vậy người ta ít sử dụng đột biến lệch bội nhân tạo.

## Hậu quả
Gây biến đổi kiểu hình, kích thước, màu sắc ở thực vật hoặc gây bệnh ở người.